# Elżbieta Kalisińska
Elżbieta Kalisińska (ur. 29 czerwca 1954 w Szczecinie) – polska biolog, profesor nauk biologicznych.

## Życiorys
W 1978 r. ukończyła studia biologiczne na Uniwersytecie im. Adama Mickiewicza. W tym samym roku rozpoczęła pracę w Akademii Rolniczej w Szczecinie. Tam w 1989 obroniła pracę doktorską, w 1996 habilitowała się na Uniwersytecie im. Adama Mickiewicza na podstawie rozprawy zatytułowanej Mózgowie dzikich gęsi w ujęciach allometrycznym i ekotoksykologicznym. W 2002 uzyskała tytuł profesora nauk biologicznych.
Od 1997 kierowała Katedrą Zoologii AR. Pracuje w Pomorskim Uniwersytecie Medycznym w Szczecinie.

## Odznaczenia
- Złoty Krzyż Zasługi (2002)[5]